# Piet Witte

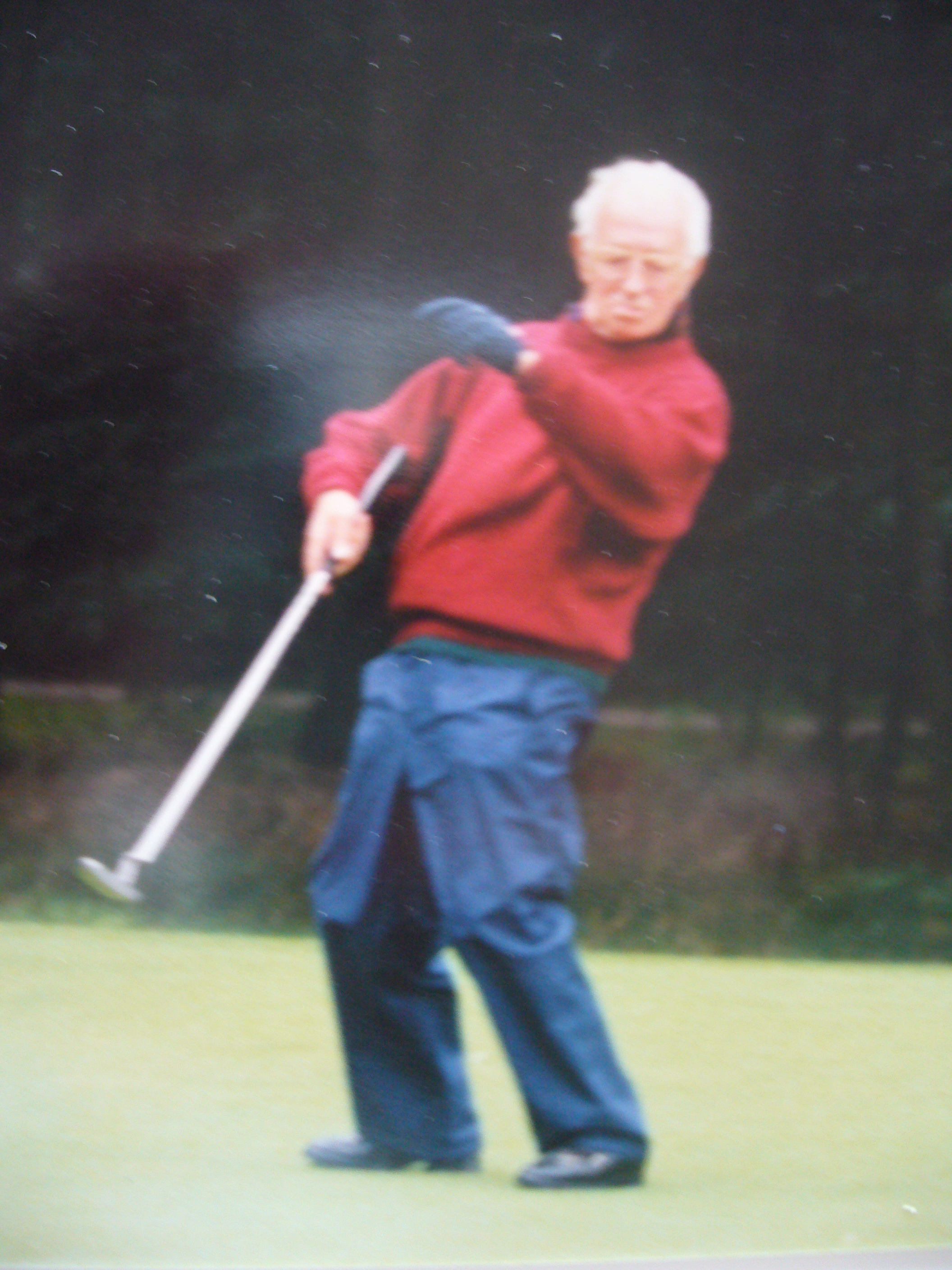
1990 op de Dommel

Pieter Witte (Hilversum, 2 januari 1910–Den Bosch 9 december 1996) is de eerste internationaal-bekende golfprofessional van Nederland. Tot de leeftijd van 85 jaar speelde hij nog op hoog niveau.

## Pro op de Eindhovensche en de Dommel
Na in zijn jeugd in aanraking gekomen te zijn met de golfsport raadt in 1929 Douglas Monk hem aan om pro op Golfclub de Dommel te worden. Daar geeft hij les en daar krijgt hij de shop. Hij blijft er 5 jaar, dan komen de crisisjaren en vraagt De Eindhovensche of hij daar ook les kan geven. Die twee clubs doet hij 28 jaren samen, tot 1962. Dan gaat hij weg bij De Dommel en werkt hij fulltime voor de Eindhovensche.

## Pro op de Eindhovensche en Toxandria
Tijdens de oorlogsjaren doet Piet ook Toxandria erbij. Piet Witte gaf onder andere les aan Wim Stevens.
In 1974 vertrekt hij bij de Eindhovensche, hij gaat met pensioen.

## Wedstrijden
In 1934 speelt Piet Witte zijn eerste buitenlandse wedstrijd. Hij mag naar het Britse Open in Sandwich. Daar ontmoet hij Henry Cotton, die hem uitnodigt om negen holes te spelen. Vijfmaal speelt Witte mee in de World Cup of Golf, driemaal met Gerard de Wit, één keer met Joop Rühl en één keer met Jan Oudendorp. Als het in Washington wordt gespeeld, ontmoet hij Eisenhower en Nixon tijdens een diner.
In 1990 speelde hij nog de Dormeuil Cup op Golfclub de Dommel.